# Trichophyton ochoterenai
Trichophyton ochoterenai är en svampart som först beskrevs av Raffaele Ciferri, och fick sitt nu gällande namn av Nann. 1934. Trichophyton ochoterenai ingår i släktet Trichophyton och familjen Arthrodermataceae.   Inga underarter finns listade i Catalogue of Life.